# Maralbeshi
Maralbeshi, även kallat Bachu, är ett härad som lyder under prefekturen Kashgar i Xinjiang-regionen i nordvästra Kina.